# نينا جورج
نينا جورج (بالألمانية: Nina George)‏ هي مؤلفة وكاتِبة وصحفية ألمانية، ولدت في 30 أغسطس 1973 في بيلفلد في ألمانيا.

## وصلات خارجية
- الموقع الرسمي
- نينا جورج على موقع ميوزك برينز (الإنجليزية)
- نينا جورج على موقع ديسكوغز (الإنجليزية)